# Афіней
Афіней, або Атеней (дав.-гр. Άθηναϊος) — грецький ритор і граматик II — початку III століття нашої ери. Народився в Навкратісі в Єгипті, жив в Александрії, а згодом у Римі.

## «Бенкет мудреців»

Deipnosophistae, 1535

Афіней, маючи велику начитаність, написав багатий за змістом, але незначний за викладом і мовою твір «Бенкет мудреців» («Мудреці-бенкетники» дав.-гр. Δειπνοσοφισταί), твір в 15 томах. З них перший і другий том і початок третього збереглися лише у витягах константинопольського граматика XI століття, 15-тий том — з пробілами, а решта майже цілком.
«Бенкет мудреців» описує в розмовній формі масу предметів, що стосуються моралі, громадського та домашнього життя греків, а також наук і мистецтв, хоча все це викладено з вельми вузької точки зору. Ця збірка і нині вважається важливим джерелом знання давньогрецького життя, замінюючи в цьому відношенні частиною втрачені твори інших поетів і письменників.
У виданні Ісаака де Казобона «Бенкет мудреців» з'явився вперше текст цього твору і переклад його (Женева, 1597), потім коментар до нього (Ліон, 1600) і, нарешті, видано все разом (Ліон, 1612 і 1664). Потім тільки коментар без перекладу (Лейпциг, 1796 −1843) у супроводі детальних приміток; у виданні Швейггейзера (14 томів, Страсбург, 1801–1807) поміщений латинський переклад і самий текст, виправлений за новими рукописним екземплярам. Кишенькові видання випущені Діндорфом (3 т., Лейпциг, 1827) і Мейнеке (3 т., Лейпциг, 1859; 4-й том завершує «Критичні додатки» («Analecta critica»), Лейпциг, 1867).